# Ingalill Granlund

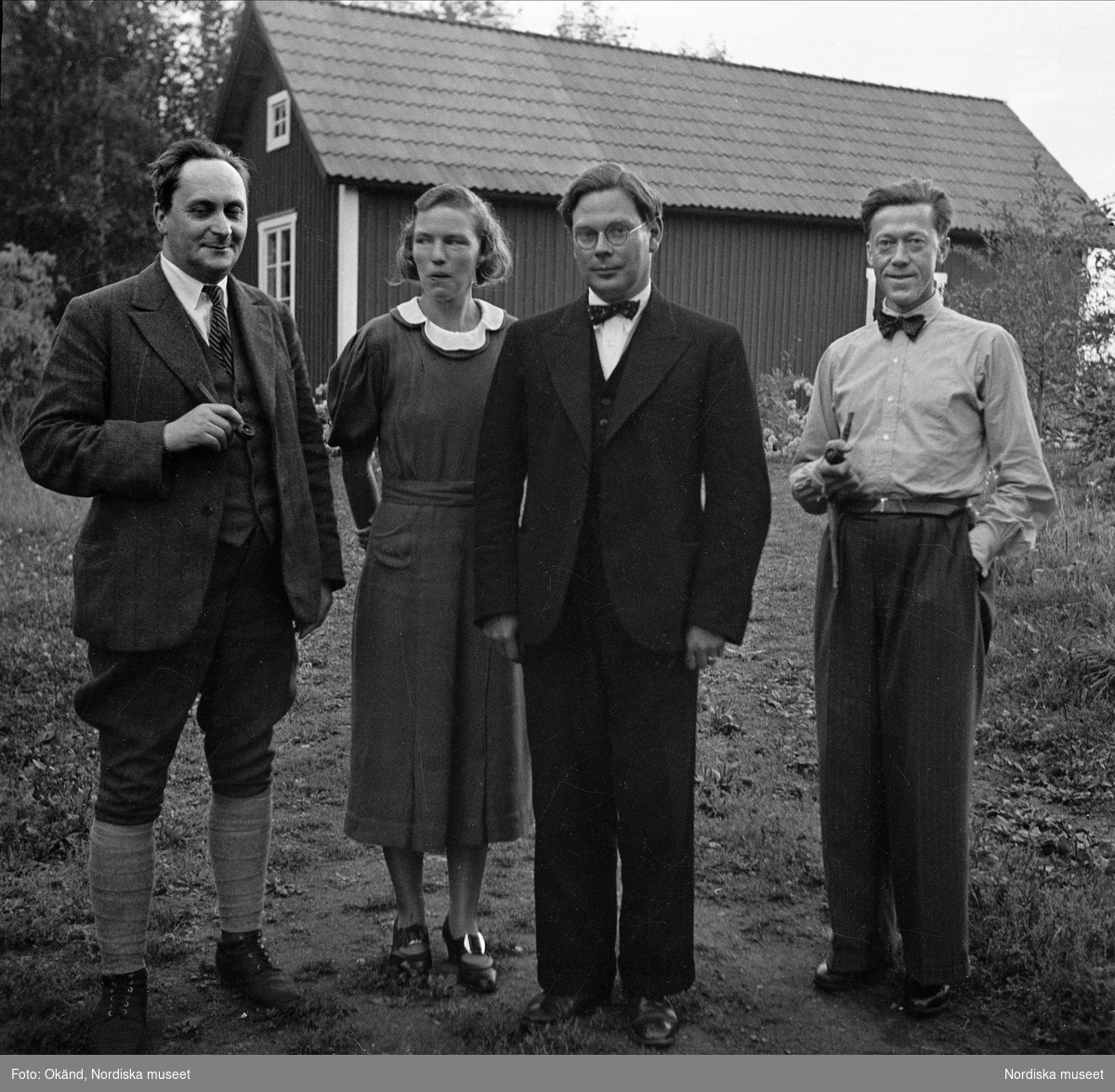
Nordiska museets byundersökning på Sollerön 1937. Från vänster Ola Bannbers, Ingalill Granlund, John Granlund och Adolf Rencke.

Margit Ingalill Granlund, född Lake den 19 december 1909 i Göteborgs domkyrkoförsamling, död 14 september 1993 i  Stockholm., var en svensk etnolog och forskningsassistent.

## Biografi
Fadern var grosshandlaren Bror Jonas Henrik Ericson (1866-1927) och modern Axelina Rossing (1881-1970). Namnet Lake kom efter farmodern. Ingalill Granlund växte upp i Göteborg. 1931 ingick hon äktenskap med John Granlund och kom att medverka i hans arbete främst vid Nordiska museet. Tillsammans fick de tre barn. 
Makarna Granlunds forskningssamarbeten pågick under många år. Ingalill Granlunds insatser handlade om att gå igenom forskningsmaterial, katalogisera och kategorisera det och göra rekonstruktioner. Hon innehade även flera uppdrag som sekreterare i olika forskningssammanhang, bland annat under arbetet med utgivningen av verket Kulturhistoriskt lexikon för nordisk medeltid. Hon planerade många av exkursionerna som kom att ligga till grund för den så kallade etnologiska undersökningen, som bedrevs vid museet. När maken tillträdde tjänsten som professor 1955 flyttade familjen till Villa Lusthusporten, som ägdes av Nordiska museet. Lusthusporten var inte bara ett hem utan inrymde även föreläsningssalar och forskningscentrum.
Hon gjorde insatser för den kulturhistoriska och etnologiska forskningen och mycket av sitt arbete kom hon att göra med kameran i hand. Av bevarade fotografier att döma deltog hon i makens många forskningsresor och dokumenterade under dessa. Hon tecknade och gjorde skisser av byggnader, redskap och människor. Efter makens död bidrog hon till utgivningen av en del efterlämnade skrifter.
Hon finns även representerad med egna texter i flera böcker, till exempel i boken Gruddbo på Sollerön. En byundersökning. Tillägnad Sigurd Erixon 26/3 1938.  Tillsammans med maken författade hon boken Lapska ben- och träkalendrar 1973.